# Keith Baxter
Keith Baxter (Newport, Gales, 29 de abril de 1933-24 de septiembre de 2023) fue un actor británico de cine, teatro y televisión.

## Años tempranos
Nacido en Newport, Monmouthshire, en 1933, su padre era capitán de la marina mercante. Baxter estudió en Newport. Su temprana vocación teatral lo llevó a la Real Academia de Arte Dramático de Londres, donde durante un tiempo compartió piso con Alan Bates. Hizo su debut cinematográfico en la película de 1957 The Barretts of Wimpole Street.

## Películas
En 1960, Orson Welles seleccionó a Baxter para interpretar al príncipe Hal en Campanadas a medianoche, primero en teatro y luego en la película de 1965. Otras interpretaciones suyas incluyen Miss Ba (1957), Miércoles de ceniza (1973), Golden Rendezvous (1977), Berlín Blues (1988) y Killing Time (1998).

## Broadway
En 1961, Baxter debutó en Broadway como Enrique VIII en Un hombre para la eternidad. Otros papeles incluyen El asunto (1962), Avanti! (1968), Sleuth (1970), Romantic Comedy (1980) y La mujer de negro (2001).

## Director
- The Red Devil Battery Sign, Roundhouse & Phoenix Theatre 1977
- Time and the Conways 1988–89
- Rope, Chichester Festival Theatre en Wyndham's Theatre 1994
- Dangerous Corner, Chichester Festival Theatre 1994 & Whitehall Theatre 1995
- Gaslight
- After October 1996–97
- Silhouette

Baxter ha dirigido espectáculos para la Compañía de Teatro de Shakespeare, Washington D. C., incluyendo:
- The Country Wife (2000)
- The Rivals (2003)
- Lady Windermere's Fan (2003)[3]
- The Imaginary Invalid (2008)
- The Rivals (2009)
- Mrs. Warren's Profession (2010)[4]
- An Ideal Husband (2011)[5]
- The Importance of Being Earnest

## Cleopatra
Baxter fue contratado para interpretar a Octavio Augusto en la película donde Elizabeth Taylor interpretó a Cleopatra, pero debido a retrasos en el rodaje tuvo que atender a otros compromisos y fue sustituido por Roddy McDowall. Baxter coprotagonizó más tarde con Taylor Miércoles de ceniza (1973).

## Trabajo televisivo
Baxter ha trabajado en Gideon's Way, Los vengadores, Hawái Cinco-O, y la miniserie de 1998 Merlin.

## Premios de teatro
- 1971 Drama Desk Award por Sleuth
- 1962 Theatre World Award por A Man for All Seasons